# Liste der Regierungschefs von Liechtenstein
Dieser Artikel umfasst die Liste der Regierungschefs des Fürstentum Liechtenstein.

## Übersicht
| #  | Von               | Bis               | Tage | Name              | Lebensdaten | Partei | Partei | Bürgerort    |
| -- | ----------------- | ----------------- | ---- | ----------------- | ----------- | ------ | ------ | ------------ |
| 01 | 2. März 1921      | 27. April 1922    | 421  | Josef Ospelt      | 1881–1962   |        | FBP    | Vaduz        |
| 02 | 6. Juni 1922      | 15. Juni 1928     | 2201 | Gustav Schädler   | 1883–1961   |        | VP     | Triesenberg  |
| 03 | 4. August 1928    | 3. September 1945 | 6239 | Josef Hoop        | 1895–1959   |        | FBP    | Eschen       |
| 04 | 3. September 1945 | 16. Juli 1962     | 6160 | Alexander Frick   | 1910–1991   |        | FBP    | Schaan       |
| 05 | 16. Juli 1962     | 18. März 1970     | 2802 | Gerard Batliner   | 1928–2008   |        | FBP    | Eschen       |
| 06 | 18. März 1970     | 27. März 1974     | 1470 | Alfred Hilbe      | 1928–2011   |        | VU     | Triesenberg  |
| 07 | 27. März 1974     | 26. April 1978    | 1491 | Walter Kieber     | 1931–2014   |        | FBP    | Schellenberg |
| 08 | 26. April 1978    | 26. Mai 1993      | 5509 | Hans Brunhart     | * 1945      |        | VU     | Balzers      |
| 09 | 26. Mai 1993      | 15. Dezember 1993 | 203  | Markus Büchel     | 1959–2013   |        | FBP    | Ruggell      |
| 10 | 15. Dezember 1993 | 5. April 2001     | 2668 | Mario Frick       | * 1965      |        | VU     | Balzers      |
| 11 | 5. April 2001     | 24. März 2009     | 2910 | Otmar Hasler      | * 1953      |        | FBP    | Gamprin      |
| 12 | 25. März 2009     | 27. März 2013     | 1463 | Klaus Tschütscher | * 1967      |        | VU     | Ruggell      |
| 13 | 27. März 2013     | 25. März 2021     | 2920 | Adrian Hasler     | * 1964      |        | FBP    | Balzers      |
| 14 | 25. März 2021     | 10. April 2025    | 1477 | Daniel Risch      | * 1978      |        | VU     | Schaan       |
| 15 | 10. April 2025    | amtierend         | 75   | Brigitte Haas     | * 1964      |        | VU     | Mauren       |

Parteien:
- FBP : Fortschrittliche Bürgerpartei
- VP : Christlich-soziale Volkspartei
- VU  : Vaterländische Union

## Statistik
Die 15 bisherigen Regierungschefs waren allesamt Vertreter der beiden Volksparteien Fortschrittliche Bürgerpartei (8 Personen) und Vaterländische Union (7 Personen). Acht Amtsträger stammen aus dem Wahlkreis Oberland und sieben Amtsträger aus dem Wahlkreis Unterland. Bis 2025 waren alle Regierungschefs waren männlich und bei ihrem Amtsantritt jeweils in ihrer ersten Ehe mit einer Frau liiert (Einzige Ausnahme war Markus Büchel, der erst nach seinem Amt eine Frau ehelichte). 2025 übernahm mit Brigitte Haas erstmals eine Frau das Amt der Regierungschefin. Die kürzeste Amtszeit betrug weniger als 7 Monate (Markus Büchel) und die längste Amtszeit dauerte über 17 Jahre (Josef Hoop). Die Gemeinde Balzers stellte mit drei Regierungschefs am meisten Kandidaten, während aus den Gemeinden Planken und Triesen noch nie ein entsprechender Amtsträger kam.